# Janne Immonen
Janne Immonen, född 29 maj 1968 i Sotkamo, är en finländsk före detta längdskidåkare som var aktiv åren 1993-2003.
Han deltog bland annat i VM i Lahtis 2001 i stafetten 4 x 10 km. Det finska laget kom först, men diskvalificerades på grund av bloddopning. Han blev fälld och stängdes av från tävlande under två år.
Janne Immonen, Jari Isometsä och Harri Kirvesniemi  åtalades 2013 för mened. Immonen, till skillnad från Isometsä och Kirvesniemi, erkände att han använt epodopning och att han ljög under  dopningsrättegången mot Jari Räsänen och Pekka Vähäsöyrinki 2011.